# نوستر
نوستر هو عبارة عن بروتوكول إنترنت لامركزي لنظام شبكات اجتماعية توزيعيّة. التّسمية الإنجليزية هي إختصار للعبارة الآتية: "Notes and Other Stuff Transmitted by Relay". يتميّز نوستر عن غيره من شبكات الـتّواصل الإجتماعي التّقليدية بأنّ المنشورات فيه محصّنة ضدّ الرّقابة ويتمّ التحققّ من صحّتها عن طريق عمليّة مشفّرة.
يُعتبر جاك دورسي المؤسّس الشّريك والرّئيس التنفيذي السّابق لشبكة "تويتر"، أحد أبرز الدّاعمين لنوستر.
أيضا حضي نوستر بإشادة مؤسّس إيثيريوم ورائد العملة الرّقمية فيتاليك بوتيرين وشخصيات أخرى مثل السيناتور المحافظ سينثيا لوميس، الذين كانوا من أوّل المساندين لهذا المشروع.